# Theodore Conrad (arquitecto)
Theodore Conrad (19 de mayo de 1910-19 de agosto de 1994) fue un arquitecto y conservacionista estadounidense, que fue un destacado fabricante de modelos arquitectónicos, a menudo conocido como el «Decano de Modelos». Conrad fue uno de los primeros fabricantes de modelos arquitectónicos independientes en los Estados Unidos y contribuyó significativamente a la arquitectura moderna a través de sus colaboraciones con arquitectos como Harvey Wiley Corbett, Wallace Harrison, Skidmore, Owings and Merrill y Edward Durell Stone. Sus proyectos más notables incluyen maquetas para el Metropolitan Life North Building, el Rockefeller Center, Lever House, Seagram Building, el Manufacturers Trust Company Building y la Llama Eterna de John F. Kennedy.

## Carrera profesional
Theodore Conrad nació en Jersey City, Nueva Jersey, Estados Unidos, como bisnieto de inmigrantes alemanes. Formado como arquitecto en el Instituto Pratt en Brooklyn, Conrad se dedicó a la fabricación de modelos arquitectónicos en 1929 cuando comenzó una pasantía en la oficina de Harvey Wiley Corbett en la ciudad de Nueva York. Conrad estableció su propio estudio de modelado en Jersey City en 1931. Inicialmente trabajando en madera y cartón, Conrad se convirtió en uno de los primeros maquetistas en utilizar extensivamente plexiglás y aluminio para modelos arquitectónicos durante el llamado boom de las miniaturas en la década de 1950. Después de la Segunda Guerra Mundial, Theodore Conrad se convirtió en uno de los principales fabricantes de modelos en los Estados Unidos, colaborando en algunos de los proyectos estadounidenses más publicitados, como la tumba de John F. Kennedy y el Centro John F. Kennedy para las Artes Escénicas en Washington D. C., así como también los rascacielos de estilo internacional como el Seagram Building y Lever House. En 1962, Conrad fue el único fabricante de modelos que recibió la Medalla a la Artesanía del Instituto Estadounidense de Arquitectos por su trayectoria con modelos arquitectónicos.
Además de su trabajo como creador de modelos, Theodore Conrad fue un conservacionista pionero en North Jersey que participó activamente en el Comité de Ciudadanos del Condado de Hudson. Fue una voz fundamental en las exitosas campañas para rescatar el Palacio de Justicia del Condado de Hudson y el Teatro Loew en Jersey City, así como un defensor de la creación del Liberty State Park. En 1994, una calle en Liberty State Park recibió su nombre en su honor.

## Legado
El trabajo de Theodore Conrad ha recibido un renovado interés tras su muerte. Desde entonces, sus modelos se han incluido en varias exposiciones, incluida una en el Museo Alemán de Arquitectura Alemana de Frankfurt en la exposición de 2012 The Architectural Model—Tool, Fetish, Small Utopia («El modelo arquitectónico: herramienta, fetiche, pequeña utopía») y en museos como el Museo de Arte Moderno en Nueva York y el Heinz Architectural Center en Pittsburgh. Teresa Fankhänel preparó un estudio detallado de la obra de Conrad en el contexto de la fabricación de modelos estadounidenses de mediados de siglo.